# Judy Henríquez
Judith Emilia Henríquez Lux, más conocida como Judy Henríquez, (Barranquilla, 28 de diciembre de 1943) es una actriz colombiana de cine, teatro y televisión. Es la viuda del escritor y libretista Bernardo Romero Pereiro.

## Biografía

### Trayectoria
Se graduó como periodista en la Universidad Javeriana de Bogotá. En los años 60, alcanzó éxito como cantante de la «Nueva Ola».
Sus primeras apariciones fueron en varios comerciales, pero en 1959 fue invitada a participar como extra en la primera telenovela colombiana, 0597 está ocupado. Su catapulta al estrellato llegó con su participación en la telenovela Destino: la ciudad. Es reconocida a nivel internacional por su papel protagónico en Señora Isabel, la historia de una mujer que se debatía entre la espera del amor de un joven o darse una segunda oportunidad con su esposo. Otro papel importante en su carrera fue Doña Cuadrado en la telenovela Las Juanas.
Posteriormente se radicó en México con su esposo, el libretista Bernardo Romero Pereiro. Allí, la actriz tuvo participaciones en algunas telenovelas mexicanas, que eran adaptaciones de éxitos colombianos.

### Vida personal
Se casó con Bernardo Romero Pereiro el 13 de diciembre de 1968. Sus dos hijas, Adriana y Ximena Romero, también están relacionadas con el medio artístico. Adriana es también actriz y Ximena es libretista, como su padre.

## Filmografía

### Televisión
| Año       | Título                        | Personaje                             |
| --------- | ----------------------------- | ------------------------------------- |
| 2023      | Ana de nadie                  | Dolores Isabel Franco Viuda de Ocampo |
| 2020      | La mariposa verde             | Carmen Palacios                       |
| 2016-2019 | La ley del corazón            | Carmen Valdenebro.                    |
| 2015      | Celia                         | Rosario Tancredi                      |
| 2014      | Dr. Mata                      | Angelines Ramírez                     |
| 2013      | Mentiras perfectas            | Olga de Naranjo                       |
| 2013      | El día de la suerte           | Claret Solano de Clemente             |
| 2012      | Casa de reinas                | Doña Josefa                           |
| 2012      | Escobar, el patrón del mal    | Carmiña Bedoya                        |
| 2012      | Mujeres asesinas              | Olivia, la enamorada                  |
| 2011      | A corazón abierto             | Ximena Vida La Pava                   |
| 2010-2011 | Chepe Fortuna                 | Josefa Fortuna                        |
| 2009      | El fantasma del Gran Hotel    | Susana Vda. de Toro                   |
| 2009      | Las trampas del amor          | Eugenia Negret                        |
| 2007      | Madre Luna                    | Angustias García                      |
| 2006      | Por amor                      | Helena                                |
| 2006-2007 | Hasta que la plata nos separe | Magda                                 |
| 2005      | La saga, negocio de familia   | Lucrecia Zapata                       |
| 1999      | La vida en el espejo          | Cayetana Román                        |
| 1998      | Tentaciones                   | Mercedes Villegas de Segovia          |
| 1997      | Las Juanas                    | Doña Cuadrado de Salguero             |
| 1995      | Sueños y espejos              | Doña Gabriela Aragón                  |
| 1995      | Eternamente Manuela           | Ruby Amiga de Manuela                 |
| 1994      | Momposina                     | Rosa Lenoit «Momposina»               |
| 1993      | Señora Isabel                 | Isabel Domínguez de San Martín        |
| 1992      | Inseparables                  | Doña Vicenta Reyes de Valenzuela      |
| 1991      | Escalona                      | La vieja Sara Teresa                  |
| 1991      | Que no le pase a usted        |                                       |
| 1990      | Calamar                       | Galiana Barrancas (villana)           |
| 1989      | Zarabanda                     |                                       |
| 1987      | San Tropel                    | Lola Ortiz                            |
| 1986      | El ángel de piedra            |                                       |
| 1986      | La intrusa                    |                                       |
| 1985      | Siempre viva                  |                                       |
| 1985      | Camelias al desayuno          |                                       |
| 1985      | La cautiva                    |                                       |
| 1984      | Electra                       |                                       |
| 1984      | Las estrellas de las Baum     |                                       |
| 1983      | Flor de fango                 |                                       |
| 1982      | La bruja de las minas         |                                       |
| 1981      | El virrey Solís               |                                       |
| 1980      | Julián                        |                                       |
| 1979      | La casa de piedra             |                                       |
| 1979      | La abuela                     | Teresa                                |
| 1978      | El caballero de Rauzán        | Soledad de Santiño                    |
| 1978      | La ralea                      |                                       |
| 1978      | Cachaco, palomo y gato        |                                       |
| 1977      | Un largo camino               | Arabela Fernández                     |
| 1976      | La mala hora                  |                                       |
| 1976      | Recordarás mi nombre          |                                       |
| 1975      | Antón García                  |                                       |
| 1975      | La feria de las vanidades     | Rebeca Lozano                         |
| 1975      | La vorágine                   |                                       |
| 1974      | La envidia                    |                                       |
| 1974      | Vendaval                      |                                       |
| 1971      | Estafa de amor                |                                       |
| 1970      | Viaje al pasado               | Magda Ramírez                         |
| 1969      | Candó                         |                                       |
| 1968      | Dos rostros, una vida         |                                       |
| 1967      | Destino: la ciudad            |                                       |
| 1966-1976 | Yo y tú                       |                                       |
| 1963      | El 0597 está ocupado          | Extra                                 |

## Cine
- Con su música a otra parte (1984)
- Cada voz lleva su angustia (1966)
- El niño de los mandados (2020)
- ¿Qué corre por tus venas? (2023)[4]

## Otros
- Teatro de Bernardo Romero Pereiro (años 80)
- Éxito (1976-1979)
- Dialogando (1972-1979)
- Teatro Popular Caracol (años 70)
- Buenas Noches Domingo (1966-1974)
- Pequeño Teatro (1968)

## Premios y nominaciones

### Premios India Catalina
| Año  | Categoría                           | Producción                          | Resultado | Ref.  |
| ---- | ----------------------------------- | ----------------------------------- | --------- | ----- |
| 2014 | Premio Víctor Nieto a toda una vida | Premio Víctor Nieto a toda una vida | Ganadora  | [ 5 ] |
| 1998 | Mejor actriz de reparto             | Las Juanas                          | Nominada  |       |
| 1996 | Mejor actriz de reparto             | Sueños y espejos                    | Nominada  |       |
| 1995 | Mejor actriz principal              | Señora Isabel                       | Nominada  |       |
| 1992 | Mejor actriz principal              | Escalona                            | Ganadora  | [ 6 ] |
| 1988 | Mejor actriz principal              | San Tropel                          | Nominada  |       |
| 1985 | Mejor actriz principal              | La estrella de las Baum             | Ganadora  | [ 7 ] |

### Premios TVyNovelas
| Año  | Categoría                             | Telenovela o Serie  | Resultado |
| ---- | ------------------------------------- | ------------------- | --------- |
| 2017 | Especial                              | Especial            | Ganadora  |
| 2011 | Mejor actriz de reparto de telenovela | Chepe Fortuna       | Nominada  |
| 2005 | A toda una vida                       | A toda una vida     | Ganadora  |
| 2000 | Actriz del siglo                      | Actriz del siglo    | Nominada  |
| 1998 | Mejor actriz de reparto de telenovela | Las Juanas          | Nominada  |
| 1996 | Mejor actriz de reparto de telenovela | Eternamente Manuela | Nominada  |
| 1995 | Mejor actriz protagónica              | Señora Isabel       | Nominada  |

### Premios obtenidos
- 3 ANTENA
- 1 APE
- 1 PLACA CARACOL
- 1 GLORIA DE LA TV
- 1 ACCA
- 1 PETECUY DE ORO